# Тваурі Георгій Іванович
Георгій Іванович Тваурі (9 квітня 1920 — 9 листопада 1999) — радянський військовий льотчик, Герой Радянського Союзу (1945).

## Біографія
Народився 9 квітня 1920 року в селі Цінарехі (нині — територія Грузії). Грузин. До призову в армію проживав в Тбілісі, закінчив там середню школу.
У РСЧА з 1940 року. У 1941 році закінчив Тамбовське військове авіаційне училище льотчиків, в 1942 році — Енгельську військову авіаційну школу пілотів. З березня 1943 року — на фронтах німецько-радянської війни.
До листопада 1944 гвардії старший лейтенант Георгій Тваурі командував ланкою 59-го гвардійського штурмового авіаполку 2-ї гвардійської штурмової авіадивізії 16-ї повітряної армії 1-го Білоруського фронту. На той час він зробив 148 бойових вильотів на повітряну розвідку і штурмовку скупчень бойової техніки і живої сили противника, завдавши йому великих втрат.
23 лютого 1945 року Георгій Тваурі був удостоєний звання Героя Радянського Союзу.
Після закінчення війни Тваурі продовжив службу в Радянській Армії. У 1946 році він закінчив курси удосконалення офіцерського складу.
У 1958 році в званні майора Г. І. Тваурі був звільнений в запас. Проживав у Тбілісі, працював заступником директора науково-дослідного інституту захисту рослин. Помер 9 листопада 1999 року, похований на Сабурталінському кладовищі Тбілісі.

## Нагороди
Був також нагороджений орденом Леніна, двома орденами Червоного Прапора, орденом Богдана Хмельницького 3-го ступеня, орденами Вітчизняної війни 1-го і 2-го ступеня, орденом Червоної Зірки та медалями.